# Концлагерь Ганновер-Лангенхаген
Концлагерь Ганновер-Лангенхаген — концентрационный лагерь для женщин, существовавший в период со 2 октября 1944 года по 6 января 1945 года в промзоне района Лангенхаген (нем. Langenhagen) города Ганновер (Германия).
Лагерь был построен как филиал (нем. KZ-Außenlager) лагеря Нойенгамме и являлся одним из 7 концентрационных лагерей Ганновера в период Третьего рейха.

## История
В концлагере размещались узницы преимущественно русского и польского происхождения, попавшие в концлагерь после Варшавского восстания в 1944 году и поступившие в Ганновер из концлагеря Штуттгоф (Польша). В концлагере также содержались узницы литовского и латышского происхождения.
500 прибывших в концлагерь 2 октября 1944 года женщин были разделены на две группы. Одна из групп трудилась над производством боеприпасов, другая — над ремонтом компонентов самолетов.
В результате попадания бомбы 6 января 1945 лагерь был полностью уничтожен. Выжившие заключенные были переведены в Концлагерь Ганновер-Лиммер (нем. KZ-Außenlager Hannover-Limmer). Многие женщины продолжали работать на том же заводе, к которому доставлялись транспортом.
6 апреля 1945 года заключенные были отправлены Маршем смерти в лагерь Берген-Бельзен (нем. KZ Bergen-Belsen). 15 апреля 1945 года лагерь был освобожден британскими войсками.

## Условия содержания
Концлагерь представлял из себя 7 бараков, 4 из которых предназначались для проживания узниц. В остальных бараках размещалась прачечная, санитарная часть, кухня и туалеты.
В концлагере работали 20 надзирательниц (Свита СС).

## Мемориал
8 мая 2003 года у бывшего входа в концентрационный лагерь установлен мемориал с памятной доской.
- Мемориальная доска (верхняя часть)
- Мемориальная доска (нижняя часть, на родном языке узниц)
- Вид на мемориал